# ジハード・ビジマナ
ジハード・ビジマナ（Djihad Bizimana，1996年12月12日 - ）は、ルワンダ・ギセニ出身のサッカー選手。アル・アハリ・トリポリ所属。ルワンダ代表。ポジションはミッドフィールダー。

## 経歴

### クラブ
ルワンダン・プレミアリーグ
15歳の時、エティンセルFCのユースチームからレーヨン・スポーツFCに移籍しプロデビューを果たした。その後、APR FCに移籍。
ルワンダ国外
2018年4月26日、ベルギー・ファースト・ディビジョンA（1部）のワースラント＝ベフェレンに移籍。同年7月28日のSVズルテ・ワレヘム戦で初出場を果たした。
2021年5月28日、ベルギー・ファースト・ディビジョンB（2部）のKMSKデインズに移籍。
2023年7月26日、ウクライナ・プレミアリーグのFCクリヴバスと2年契約を結んだ。 同年7月30日のオレクサンドリーヤ戦で途中出場し、リーグデビューを果たした。
2025年2月6日、移籍金非公開でリビア・プレミアリーグのアル・アハリ・トリポリと2年契約を結んだ。

### 代表
2014年にU-20ルワンダ代表のメンバーとして2試合に出場。
2015年5月29日、ザンビア代表との親善試合でルワンダA代表デビューを果たした。
2019年9月10日、2022 FIFAワールドカップ・アフリカ1次予選のセーシェル戦でA代表初ゴールを記録した。

## タイトル

### クラブ
APR FC
- ルワンダン・プレミアリーグ : 2015-2016